# The Handicap (film 1912)
The Handicap è un cortometraggio muto del 1912. Il nome del regista non viene riportato nei credit del film interpretato da Burton L. King.

## Produzione
Il film fu prodotto dalla Lubin Manufacturing Company.

## Distribuzione
Distribuito dalla General Film Company, il film - un cortometraggio in una bobina - venne distribuito nelle sale statunitensi il 7 marzo 1912. La Moving Pictures Sales Agency distribuì il 28 aprile 1912 il film nel Regno Unito.